# Аргандова лампа

Аргандова лампа у 1822 році.

Аргандова лампа — освітлювальний прилад (один з видів олійних ламп), який був розроблений і впроваджений у виробництво видатним швейцарським винахідником Франсуа П'єром Амі Арганом в кінці XVIII століття.
Амі Арганд на початку 1780-х років так влаштував ламповий пальник, що повітря, яке в звичайних пальниках має доступ тільки зовні, може проходити через середину, тобто всередині трубкоподібної світильні, внаслідок чого досягається повне згоряння горючих газів і парів освітлювального матеріалу. У тому ж році виробництво цих ламп було налагоджено в Лондоні. Ці лампи згодом були вдосконалені і вживалися практично повсюди.
Лампа, що отримала свою назву від імені творця, давала в 10-12 разів більше світла, ніж звичайна свічка, і в кілька разів більше, ніж лампи з традиційними (повними) гнотами. Аргандові лампи завдяки своїй яскравості деякий час навіть використовували на маяках, поки вони не були замінені більш дешевими у виготовленні і більш простими в обслуговуванні гасовими лампами.
Якщо отвори аргандового пальника з'єднані в одну загальну кругову щілину, то вона називається пальником Дюма.
Через незвичайно яскраве світло ці освітлювальні прилади конструкції Амі Арганда називали також астральними лампами, проте дуже скоро з появою ще більше яскравих штучних джерел світла ця назва втратила сенс.